# Наивный реализм
Наи́вный реали́зм — эпистемологическая позиция в философии и в обыденном сознании, согласно которой реально всё, что нормальный человек воспринимает в нормальных условиях и описывает общепринятым и соответствующим фактам языком. С точки зрения наивного реалиста, реальность — это то, что он лично воспринимает при помощи своих органов чувств, а также то, что он думает и знает о чувственно воспринимаемом мире. В повседневной жизни наивный реализм вредит здоровой психологии познания, а в науке ведёт к догматизму и некритическому гипостазированию теоретических понятий. Согласно наивному научному реализму, теория, которую признало научное сообщество, обладает исчерпывающей истинностью, то есть даёт полный и точный образ описываемой системы объектов. Альтернативой наивному реализму служит критический реализм, который считает любую научную теорию истинной лишь в модельном смысле и подчёркивает творческую активность субъекта познания.

## Теория
Теория наивного реализма может быть охарактеризована как принятие пяти верований:
1. Существует мир материальных объектов.
2. Истинность утверждений об этих объектах можно проверить при помощи чувственного опыта.
3. Эти объекты существуют не только когда они воспринимаются, но также и тогда, когда они не воспринимаются. Эти воспринимаемые объекты независимы от восприятия.
4. Эти объекты могут сохранять качества, наблюдаемые нами при их восприятии, даже когда они не воспринимаются. Их качества независимы от восприятия.
5. При помощи наших чувств мы постигаем мир непосредственно и таким, каков он на самом деле. По большей части наши претензии на знание мира обоснованы.

## Практика
Для поведения наивных реалистов характерны следующие особенности:
1. Убеждённость в собственном восприятии объектов и событий такими, каковы они на самом деле; вера в свою беспристрастность и непредвзятость в понимании имеющихся данных или информации.
2. Ожидание от других рациональных наблюдателей тех же реакций, действий и мнений, что и у себя, при условии, что им была доступна та же информация.
3. Объяснение неприятия своей точки зрения каким-либо индивидом или группой тремя причинами: а) этому индивиду или этой группе были предоставлены другие сведения (в этом случае при условии, что другая сторона рациональна и нейтральна, обмен информацией или её объединение должны привести к консенсусу), б) этот индивид или эта группа ленивы, иррациональны или же вообще не способны прийти к разумным выводам на основе объективных данных, в) этот индивид или эта группа склонны к тенденциозности в интерпретации фактов или в умозаключениях из-за влияния идеологии, эгоизма или иного искажающего личностного фактора.

## Реализм и квантовая физика
Реализм в физике означает, что любая физическая система должна обладать определёнными свойствами вне зависимости от того, подвергаются ли они измерению/наблюдению или нет. Физика вплоть до XIX века всегда неявно и иногда явно основывалась на философском реализме.
Научный реализм в классической физике в целом совместим с наивным реализмом обыденного мышления, однако модель мира в квантовой теории невозможно выразить при помощи понятий обыденного мира. Общее умозаключение гласит, что в квантовой теории наивный реализм необходим на уровне наблюдений, но на микроскопическом уровне неадекватен. Эксперименты (такие, как опыт Штерна — Герлаха) и квантовые феномены (такие, как принцип дополнительности) привели квантовых физиков к заключению, что «не существует достаточного основания для приписывания физическим величинам объективного существования, отличного от цифр, которые были получены при измерениях, связанных с ними. Нет реальной причины полагать, что частица в каждый момент времени занимает определённое, пусть и неизвестное, положение, которое может быть обнаружено путём корректного измерения… Напротив, мы попадаем в лабиринт противоречий, как только вводим в квантовую механику концепции, унаследованные из языка и философии наших предков… Точнее было бы говорить о „проведении измерений“ одного, другого или иного типа вместо того, чтобы говорить об измерении одной, другой или иной „физической величины“». Невозможно больше одновременно придерживаться принципа локальности (согласно которому удалённые объекты не могут влиять на локальные объекты) и формы онтологического реализма контрфактической определенности, присущей классической физике. Согласно некоторым интерпретациям квантовой механики, система не обладает реализованным собственным состоянием до тех пор, пока оно не получено в результате измерения, а это означает, что квантовые системы демонстрируют нелокальное поведение. Теорема Белла доказывает, что любая квантовая теория должна нарушать локальный реализм либо контрфактическую определенность. Это вызвало бурную полемику по поводу интерпретации квантовой механики. Хотя локальность и «реализм» в смысле контрфактической определенности вкупе ошибочны, возможно использовать что-то одно из них. Большинство физиков отказывается от Counterfactual definiteness в пользу локальности, поскольку нелокальность не соответствует относительности. Последствия этого выбора редко обсуждаются вне сферы явлений микромира, но такой мысленный эксперимент, как кот Шрёдингера, иллюстрирует возникающие сложности. Поскольку квантовая механика применяется для всё бо́льших объектов, даже болванка весом в одну тонну, используемая в качестве детектора гравитационных волн, должна анализироваться с точки зрения квантовой механики, тогда как в космологии для изучения Большого взрыва рассматривается волновая функция для целой Вселенной. Трудно отрицать физическую реальность квантового мира, поэтому «Квантовая механика вынуждает нас отказаться от наивного реализма», хотя можно возразить, что реализм Counterfactual definiteness в физике — гораздо более специфическое понятие, чем обобщающий философский реализм.
«„Нам следует отказаться от идеи реализма в гораздо большей степени, чем считает сегодня большинство физиков.“ (Антон Цайлингер)… Под реализмом он подразумевает идею, согласно которой объекты обладают специфическими качествами и свойствами — то есть, что мяч красный, что книга содержит труды Шекспира, или электрон обладает специфическим спином… для объектов, управляемых законами квантовой механики, таких как фотоны и электроны, может оказаться бессмысленной точка зрения, согласно которой они обладают вполне определёнными характеристиками. Взамен, то, что мы видим, скорее, зависит от того, как мы смотрим».

## Виртуальная реальность и реализм
«Виртуальный реализм» имеет непосредственное отношение к рассмотренным выше теориям.
В научной статье «Реальность виртуальной реальности» говорится, что «виртуальность есть полноправный (bonafide) вид реальности, и что „виртуальная реальность“ должна пониматься как „вещи, личности, события, которые существуют в киберпространстве“. Эти утверждения устраняют непоследовательность, присущую повседневному употреблению данных терминов… „виртуальная реальность“, хотя и основанная на современной информационной технологии, не относится лишь к технологическому оборудованию или к чисто ментальным сущностям или к поддельной окружающей среде, противоположной реальному миру, а является онтологической формой бытия, которая ведёт к расширению нашего привычного мира».
«Возникновение телеуправления и виртуальной среды значительно увеличило интерес к „синтетическому опыту“, виду опыта, который стал возможным благодаря новейшим технологиям и сенсорному протезированию… осмысление синтетического опыта должно начинаться с признания ошибочности наивного реализма и с признания того, что феноменология синтетического опыта неразрывно связана с повседневным опытом».
Идеи, связанные с виртуальной реальностью, способствовали преодолению противоречий, свойственных научной картине мира Нового времени. Реакцией на эти затруднения стал отказ от признания лишь одной — природной — реальности. Современная наука и философия признают множественность реальностей. Такие известные философы, как Ричард Рорти и Нельсон Гудмен, считают символическими конструктами все миры — не только мир религии и искусства, но и научную картину мира.